# Cmentarz Świętokrzyski w Warszawie

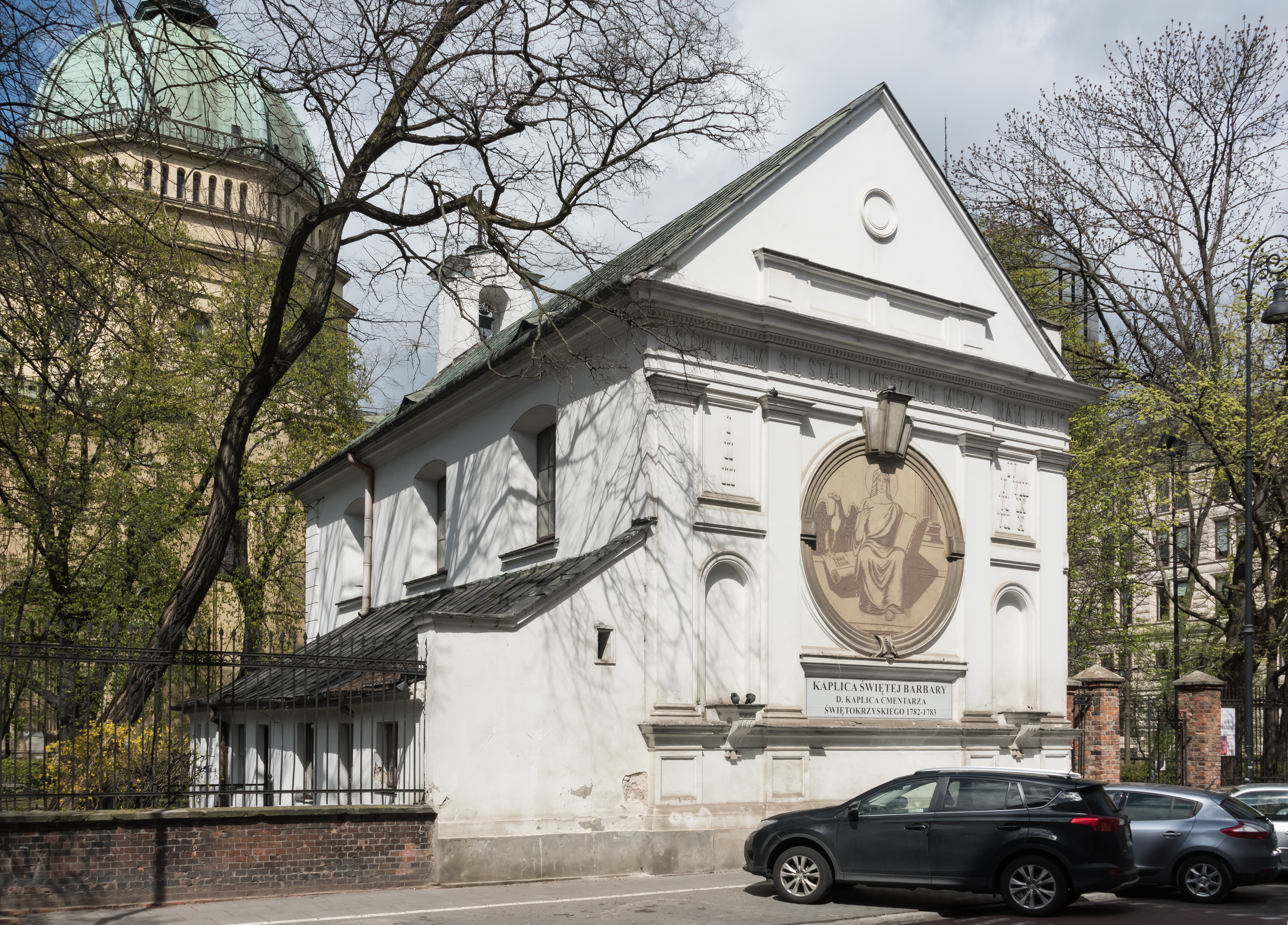
Kaplica św. Barbary, dawna kaplica cmentarna

Cmentarz Świętokrzyski – nieistniejący już cmentarz rzymskokatolicki w Warszawie. Był położony między obecnymi ulicami Marszałkowską, Nowogrodzką, Emilii Plater i Wspólną.

## Historia
W 1745 misjonarze z parafii kościoła Świętego Krzyża w Warszawie rozpoczęli starania zmierzające do założenia nekropolii, która byłaby położona za miastem. Ich plany zostały zrealizowane dopiero w 1781, kiedy to przeznaczono na pochówki teren poza zwartą zabudową miejską na polach Folwarku Koszyki. Mieszkańcy Warszawy przyzwyczajeni do pochówków na cmentarzach przykościelnych początkowo negatywnie zapatrywali się na grzebanie zmarłych na tak odległym miejscu. W 1781 ukończono budowę kaplicy św. Barbary, obok znajdowały się katakumby. Uroczystego poświęcenia cmentarza dokonał 9 sierpnia 1783 biskup Antoni Onufry Okęcki.
Planując cmentarz, zakładano, że będzie on przeznaczony głównie dla parafii kościoła Świętego Krzyża oraz szpitali św. Rocha i św. Kazimierza. Przełom nastąpił w 1788, gdy na cmentarzu Świętokrzyskim pochowano biskupa smoleńskiego Gabriela Wodzińskiego. Był to pochówek na wyraźne życzenie zmarłego, który wprost oświadczył, że chce być pochowany na cmentarzu „w polu”. To wydarzenie przełamało niechęć ludności do nowej nekropolii. Nisko położony cmentarz był jednak zalewany wodą.
Po III rozbiorze Polski władze pruskie wydały oficjalny zakaz dokonywania pochówków na cmentarzach na terenie miasta, zarówno na terenach przykościelnych, jak i w samych świątyniach. Sprawiło to, że mieszkańcy stolicy nie mieli wyboru i niejako byli zmuszeni do grzebania bliskich na Koszykach. Zmarłych chowano zarówno w grobach ziemnych, jak i w katakumbach, w sumie pogrzebano tam ok. 130.000 osób. Cmentarz szybko zapełnił się i już ok. 1820 był praktycznie przepełniony. Dla nowych pochówków zamknięto go 29 lipca 1831, a całkowicie 17 marca 1836. Dość szybko nekropolia popadła w zapomnienie, już w 1851 zaczęły się rozpadać katakumby. W związku z tym w kwietniu 1859 władze podjęły decyzję o likwidacji nekropolii. Rodzinom pogrzebanych zezwolono na ekshumację szczątków bliskich i przeniesienie ich na cmentarz Powązkowski w terminie do 1 stycznia 1860. W 1860 pozostałe zwłoki zebrano w mogiłach zbiorowych i rozebrano katakumby. Pięć lat później teren ostatecznie zniwelowano, pozostałe płyty nagrobne wmurowano w ogrodzenie, a na terenie dawnych kwater dokonano nasadzeń drzew i krzewów.
W latach 1883–1885 na terenie pocmentarnym wybudowano kościół Świętych Apostołów Piotra i Pawła. W jego mur wmurowano płyty nagrobne pochodzące z dawnego cmentarza. W 1886 w północno-wschodniej części terenu dawnej nekropolii wybudowano monumentalne mauzoleum rodziny Przeździeckich. W 1902 rozebrano jedno z ostatnich cmentarnych mauzoleów, należące do rodziny Grabowskich. Mauzoleum Przeździeckich zostało poważnie uszkodzone podczas powstania warszawskiego, jego cegły i elewacja frontowa posłużyły do budowy kościoła Matki Bożej Częstochowskiej na cmentarzu Bródnowskim.
W 2020 roku teren dawnego cmentarza został wpisany do rejestru zabytków. W 2023 roku parafia św. Barbary, pomimo negatywnej opinii Narodowego Instytutu Dziedzictwa, uzyskała pozwolenie na budowę na terenie dawnej nekropolii nowoczesnego domu parafialnego. Inwestycja wzbudziła kontrowersje. W czasie budowy natrafiono na ludzkie kości.

## Pochowani na cmentarzu Świętokrzyskim
- Józef Ankwicz – kasztelan, zdrajca narodu
- Józef Bielawski – poeta
- Antoni Dąbrowski – matematyk
- Jan Engel – kompozytor
- Elżbieta Grabowska – kochanka Stanisława Augusta Poniatowskiego
- Józef Kosiński – malarz
- Jan Aleksander Krasiński[8] – poseł, dziadek Zygmunta Krasińskiego; prochy Jana i jego małżonki Antoniny przeniesione ok. 1836[9] roku do Opinogóry, gdzie spoczywają do dziś[10]
- Józef Lipiński – działacz oświatowy
- Józef Epifani Minasowicz – wydawca i poeta
- Piotr Ożarowski – działacz polityczny
- Adam Poniński – książę, marszałek Sejmu I Rzeczypospolitej
- Michał Sokolnicki – generał
- Wawrzyniec Surowiecki – pedagog i działacz oświatowy
- Hilary Szpilowski – architekt
- Józef Szymanowski – poeta
- Piotr Świtkowski – publicysta
- Gabriel Wodziński – biskup
- Józef Zabiełło – generał

## Galeria

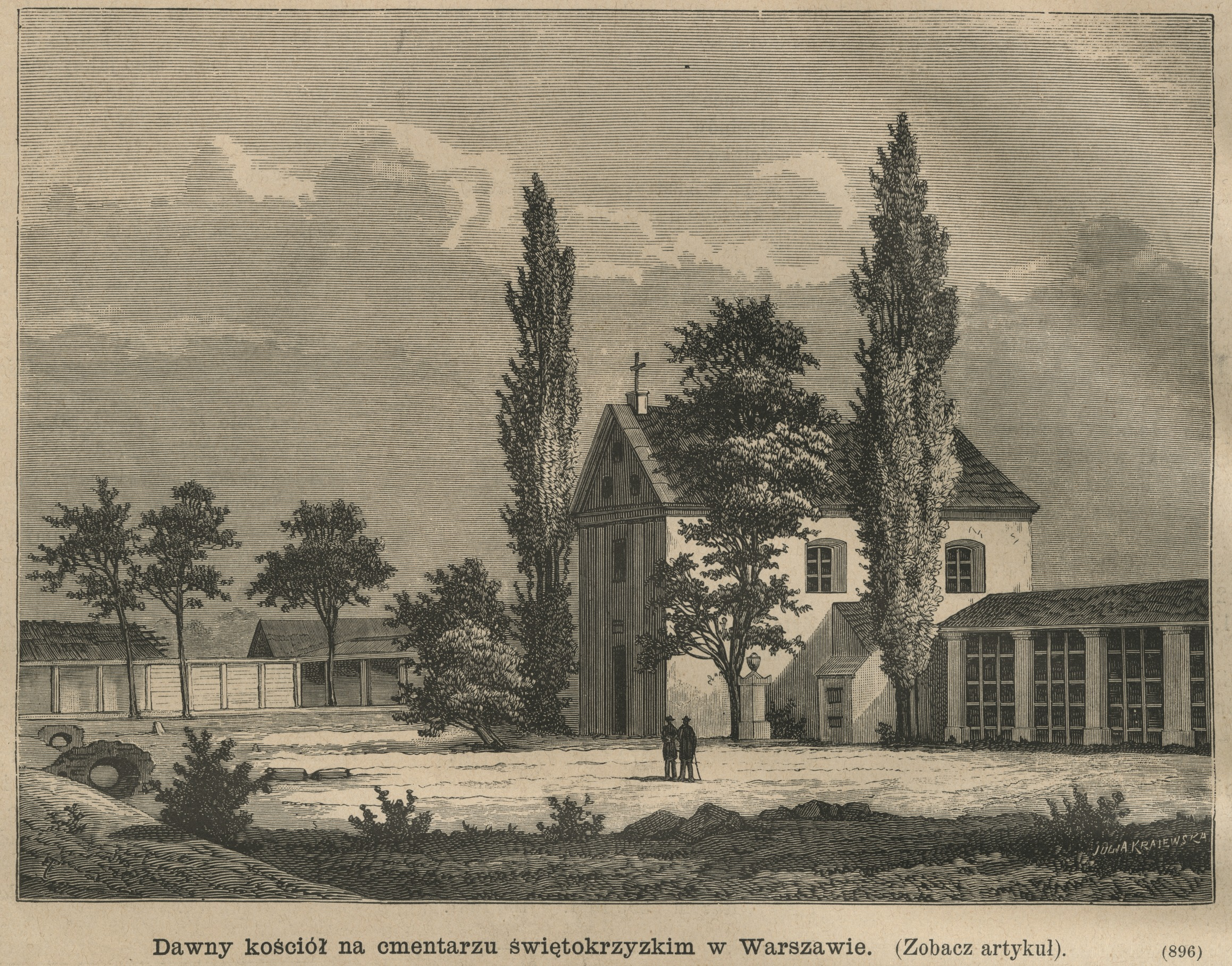
Kaplica św. Barbary ok. 1886
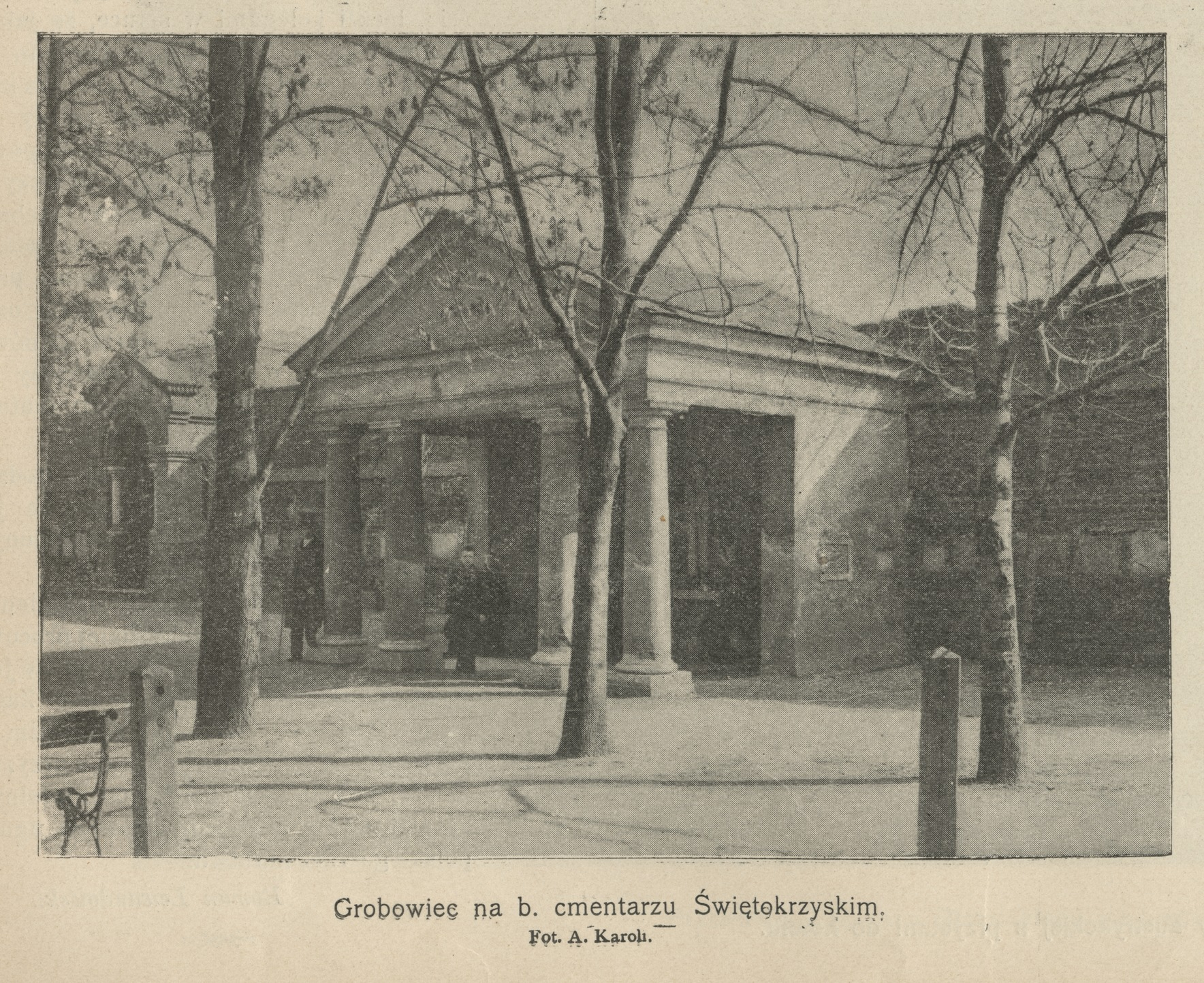
Grobowiec na dawnym cmentarzu, 1898
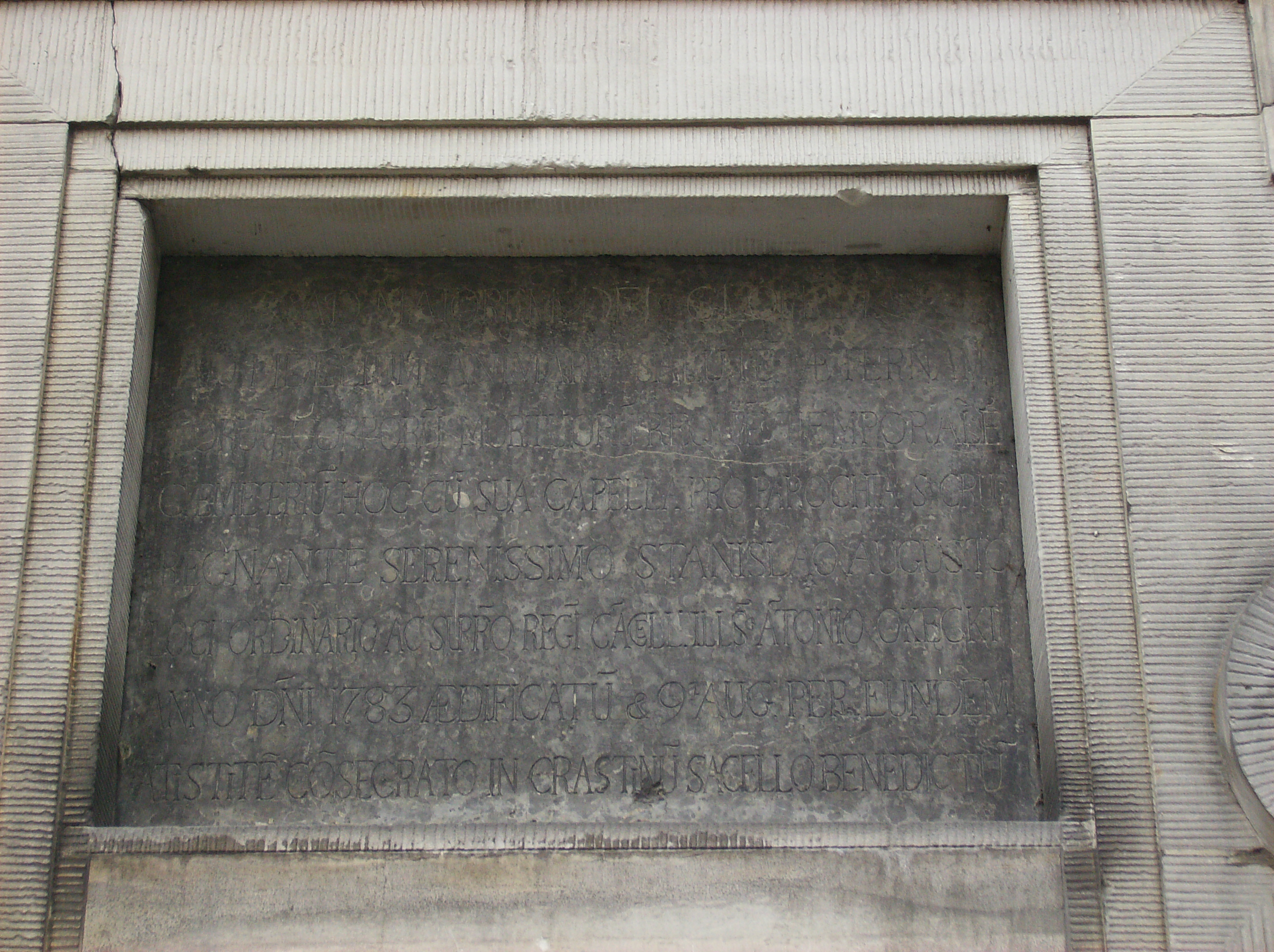
Jedna z zachowanych tablic cmentarnych